# Systenus pallidus
Systenus pallidus är en tvåvingeart som beskrevs av Vaillant 1978. Systenus pallidus ingår i släktet Systenus och familjen styltflugor.
Artens utbredningsområde är Frankrike. Inga underarter finns listade i Catalogue of Life.